# Currie Cup Premier Division 2012
La Currie Cup Premier Division de 2012 fue la septuagésima cuarta edición del principal torneo de rugby provincial de Sudáfrica.
El campeón fue el equipo de Western Province quienes obtuvieron su trigésimo segundo campeonato.

## Sistema de disputa
El torneo se disputó en formato liga donde cada equipo se enfrentó a los equipos restantes, luego los mejores cuatro clasificados disputaron semifinales y final.
Mientras que el último clasificado disputó un partido de promoción frente al campeón de la First Division.

## Clasificación
| Pos. | Equipo              | Encuentros | Encuentros | Encuentros | Encuentros | Tantos | Tantos | Tantos | PB | PB | Puntos |
| Pos. | Equipo              | PJ         | PG         | PE         | PP         | F      | C      | Dif    | BO | BD | Puntos |
| ---- | ------------------- | ---------- | ---------- | ---------- | ---------- | ------ | ------ | ------ | -- | -- | ------ |
| 1.º  | Natal Sharks        | 10         | 7          | 0          | 3          | 292    | 233    | +59    | 5  | 2  | 35     |
| 2.º  | Golden Lions        | 10         | 6          | 0          | 4          | 285    | 279    | +6     | 4  | 0  | 28     |
| 3.º  | Western Province    | 10         | 5          | 0          | 5          | 272    | 226    | +46    | 3  | 2  | 25     |
| 4.º  | Blue Bulls          | 10         | 5          | 0          | 5          | 280    | 291    | −11    | 1  | 1  | 23     |
| 5.º  | Griquas             | 10         | 4          | 0          | 6          | 250    | 313    | −63    | 3  | 1  | 20     |
| 6.º  | Free State Cheetahs | 10         | 3          | 0          | 7          | 268    | 305    | −37    | 2  | 4  | 18     |

|  | Semifinalistas. |
|  | Promoción.      |

### Semifinales
| 20 de octubre | Golden Lions | 16 - 21 | Western Province | Ellis Park Stadium, Johannesburgo |  |

| 20 de octubre | Natal Sharks | 20 - 3 | Blue Bulls | Kings Park Stadium, Durban |  |

### Final
| 27 de octubre | Natal Sharks | 18 - 25 | Western Province | Kings Park Stadium, Durban |  |

| Bandera de Sudáfrica     |
| Campeón Western Province |
| Trigésimo segundo título |

## Promoción
| 19 de octubre | Free State Cheetahs | 53 - 14 | Eastern Province Kings |  |  |

| 26 de octubre | Eastern Province Kings | 6 - 16 | Free State Cheetahs |  |  |

- Los Cheetahs mantienen categoría para la próxima temporada.